# 史提夫·奧地利
史提夫·奧地利（英語：Steve Austria；1958年10月12日—）是美國的一位政治人物。在2009年至2013年，他層擔任俄亥俄州第7選舉區的眾議院議員。他的黨籍是共和黨。2011年12月，他宣布不會尋求連任。在他的14年議員生涯中，他從未輸過一場選舉。